# Anticlea nigrofasciata
Anticlea nigrofasciata är en fjärilsart som beskrevs av Edward Alfred Cockayne 1953. Anticlea nigrofasciata ingår i släktet Anticlea och familjen mätare. Inga underarter finns listade i Catalogue of Life.